# Нигерийский институт океанографии и морских исследований
Нигерийский институт океанографии и морских исследований (англ. Nigerian Institute for Oceanography and Marine Research) — нигерийское правительственное учреждение, отвечающее за рациональную эксплуатацию морских ресурсов, сохранение для устойчивого развития и поддержание здоровой морской среды.

## История
Нигерийский институт океанографии и морских исследований — нигерийское государственное учреждение по рациональной эксплуатации морских ресурсов и сохранению в целях устойчивого развития и здоровой морской среды, а также институт морских исследований в Нигерии, основанный в 1975 году. Институт проводит комплексные исследования в различных аспектах науки об океане и море, включая аквакультуру, океанографию, биотехнологию, рыболовство и морскую геологию. 

## Деятельность
Институт предоставляет услуги по распространению знаний, марикультуре, рыболовным технологиям и морской метеорологии. Имея широкий спектр научно-исследовательских мероприятий, оно нацелено на развитие морских наук и содействие устойчивому использованию морских ресурсов Нигерии. Ранее агентство подчинялось Министерству науки и технологий, затем было переведено в Министерство сельского хозяйства, а в настоящее время подчиняется Министерству «голубой экономики».